# Нікколо Йоммеллі
Нікколо Йоммеллі (італ. Niccolò Jommelli; *10 вересня 1714, Аверса — †25 серпня 1774, Неаполь) — італійський композитор. Разом з іншими композиторами, особливо Священної Римської імперії та Франції, вніс важливі зміни в оперу й зменшив значення співаків-зірок.

## Біографічна інформація

### Ранні роки
Нікколо народився у сім'ї Франческо Антоніо Йоммеллі та Марґарити Крістіано в Аверсі, містечку за 20 кілометрів від Неаполя. Мав одного брата — Іґнаціо, який став домініканським монахом і допоміг композитору у старші роки — і трьох сестер. Його батько був процвітаючим торговцем білизноюю. Він доручив Йоммеллі навчатися музики у каноніка Муццілло, директора Аверського катедрального хору.
Продемонструвавши здібності до музики, Нікколо вступив згодом у 1725 році в консерваторію Сант-Онофріо-а-Капуано у Неаполі, де навчався в Іґнаціо Проти, а також Томазо Проти й Франческо Фео. Три роки по тому він був переведений у консерваторію П'єта деї Туркіна до Нікколо Фаґо. Дон Джакомо Саркуні та Андреа Бассо були у нього другими маестро, тобто викладали спів (маестро співу). Великий вплив на Йоммеллі мав Йоганн Адольф Гассе, що був в той час у Неаполі. Після закінчення навчання Йоммеллі почав працювати: написав дві опери-буфа — «L'errore amorosa» (на початку 1737) й «Odoardo» (наприкінці 1738). Його перша опера-серія «Ricimero re di Goti» мала надзвичайний успіх у 1740 році. Ще навчаючись в консерваторії, Йоммеллі був вражений, як Гассе використовував обліґатний речитатив для підсилення напруги у певних драматичних моментах своїх опер. Говорячи про обліґатний речитатив у «Ricimero», Шарль де Бросс казав, що використання Йоммеллі обліґатного речитативу було кращим за все, що він чув у Франції.

### Перші опери
Прем'єра його першої опери «L'errore amoroso» взимку 1737 року в театрі Нуово в Неаполі під покровительством маркіза дель Васто та Джованні Баттісти д'Авалоса мала великий успіх. У наступному році у театрі Фіорентіні була поставлена друга опера — «Odoardo». На Йоммеллі звернув увагу герцоґ Йоркський, почувши у січні 1740 року в Римському театрі Арджентіна першу оперу-серію Йоммеллі «Ricimero rè de' Goti», а згодом став його покровителем. Герцоґ був зведений згодом до сану кардинала і призначив Йоммеллі зустріч у Ватикані. У 1740-ві роки Йоммеллі написав опери для багатьох італійських міст: Болоньї, Венеції, Турину, Падуї, Феррари, Лукки, Парми, а також Неаполю і Риму.

### Наука із Падре Мартіні
Коли у Болоньї у 1741 році для створення свого «Ezio» Йоммеллі (ситуація розмита анекдотами) зустрів Падре Мартіні, Саверіо Маттеї сказав, що Йоммеллі вчився з Мартіні, і підтвердив, що вивчив із ним «мистецтво уникання будь-якої душевної муки і сухості». Проте, постійні подорожі Йоммеллі, з метою постановки багатьох опер, навряд чи сприяли урокам на постійній основі. Більше того, відносини Йоммеллі із Мартіні не були позбавлені взаємної критики. Головний результат перебування Йоммеллі у Болоньї і знайомства з Мартіні — представлення Філармонічній академії для процедури поступлення його першої відомої церковної музики — п'ятиголосної фуґи а капела на останні слова малої доксології — «Sicut erat». Музикознавець Карл Ґустав Феллерер, який досліджував декілька таких творів, стверджує, що твір Йоммеллі, попри те, що є «строгою шкільною роботою», може легко бути віднесений до найкращих творів для поступлення, що зараз зберігаються у Болонській філармонічній академії. На початку 1740-х років, Йоммеллі написав ще більшу кількість релігійної музики, в основному ораторії, і свій перший літургійний твір, що дійшов до наших днів — дуже простий «Lætatus suma» фа мажор, датований 1743 роком, який збрерігається в колекції Сантіні в Мюнстері.
Скоро після Болоньї Йоммеллі переїхав до Венеції і написав оперу «Merope», що була передвісником французького стилю опери пізніше цього століття. У найближчі роки він написав опери для Венеції, Турину, Болоньї, Феррари і Падуї, а ще — дві відомі ораторії «Isacco figura del Redentore» та «Betulia liberata».

### Венеція
Десь у 1745 році Гассе рекомендував Йоммеллі на посаду директора музики Шпиталю для невиліковно хворих у Венеції, один із коледжів того міста для жінок-музиканток. Ця повна зайнятість вимагала від нього написання церковної музики (зазвичай мес та офіціїв), але фінансова незалежність, яку він завдяки їй мав, також дозволяла йому писати декілька інших драматичних творів.
Призначення Йоммеллі, рекомендоване Гассе, на посаду маестро капели Шпиталю невиліковно хворих не є точно задокументованим. Однак, 1745 року він таки почав писати релігійну музику для жіночого хору, яка мала виконуватися у церкві Шпиталю для невиліковно хворих Сан Сальваторе — один із обов'язків майстра каплиці, разом із навчанням найбільш здібних студентів закладу. Немає рукописів музики Йоммеллі, написаної для Шпиталю, але багато є копій у різних версіях декількох його творів, які можуть, із певною достовірністю, бути віднесенні до періоду перебування маестро там. Серед музики, яка була написана для Венеції, як вважає Гельмут Гохштайн, є чотири ораторії («Isacco figura del Redentore», «La Betulia liberata», «Joas», «Juda proditor»), декілька номерів у колекції соло-мотетів, званій «Modulamina Sacra», Missa breve фа мажор із Credo ре мажор, можливо друга меса соль мажор, одне Te Deum і п'ять псалмів.
Хоча деякі його ранні біографи, Маттеї і Віллароза, вказують 1748 рік як рік, коли Йоммеллі залишив свою роботу у Венеції, його останні твори для Шпиталю датуються 1746 роком. Він мав би покинути Венецію вкінці 1746 року або на початку 1747 року, бо 28 січня 1747 року Йоммеллі ставив у театрі Арджентіна у Римі першу версію своєї «Didone abbandonata», а у травні у театрі Сан Карло у Неаполі другу версію «Eumene».

### Рим
Оскільки наближався Ювілейний фестивальний рік і був потрібний керівник капели, який би підготував її, Йоммеллі, а також Давіде Перес, прибули 1749 року до Риму. Ювілей — римо-католицьке святкування, яке тривало рік, і проводилося кожні п'ятдесят років. Отже, це була гарна нагода похизуватися для Римської аристократії. Йоммеллі був викликаний кардиналом-герцоґом Йоркським Генрі Бенедиктом, для якого він писав ораторію «La passione di Gesù Cristo» на текст Метастазіо, яку продовжували щорічно виконувати у Римі, і, який представив його кардиналу Алессандро Альбані, близькому другові Папи Бенедикта XIV.

### Штутґарт й останні роки
Він згодом відвідував Відень, перед тим, як дістав посаду капельмейстера герцоґа Вюртемберґа Карла Ойґена у Штутґарті у 1753 році. У цей період він мав найбільший успіх і написав деякі найкращі свої твори. Багато з них були поставлені у приватних театрах герцоґа у палаці Людвіґсбурґа, за межами Штутґарта. Моцарт із своїм батьком проїжджали Людвіґсбурґ під час свого «великого туру» у 1763 році й зустрічалися там з композитором. Йоммеллі повернувся в Неаполь у 1768 році, коли опера-буфа була більш популярна, ніж опера-серія Йоммеллі, тому його останні твори не були настільки добре сприйняті. У 1771 році він пережив інсульт, який частково його паралізував, але він й надалі продовжував. Помер Йоммеллі три роки потому в Неаполі.

## Твори
Йоммеллі писав кантати, ораторії, інші духовні твори, проте головний його доробок — опери, особливо його опери-серії, яких він написав близько шістдесяти, деякі на лібрето Метастазіо. У своїх творах він намагався концентруватися більше на сюжеті і драмі опери, ніж на показових технічних хизуваннях співаків, що було нормою для італійської опери того часу. Він писав більше ансамблевих номерів та хорів, а під впливом французьких композиторів, зокрема Жана-Філіпа Рамо ввів балет до свого твору. Він використовував оркестр (зокрема духові інструменти) у набагато більшій мірі для ілюстрування сюжету, писав пасажі для самого оркестру, замість того, щоб використовувати його як акомпанемент для співаків. Від Гассе він навчився писати речитативи, які акомпонуються цілим оркестром, а не лише клавесином. Його реформи інколи розглядаються як такі ж значні, як Ґлюка.

### Опери
| - L'errore amoroso (Naples, 1737) – libretto by Antonio Palomba - Odoardo (Naples, 1738) - Ricimero re de' Goti (Rome, 1740) - Astianatte (Rome, 1741) – libretto by Antonio Salvi - Ezio (Bologna, 1741) – libretto by Metastasio - Semiramide riconosciuta (Turin, 1741) – libretto by Metastasio - Merope (Venice, 1741) – libretto by Apostolo Zeno - Don Chichibio (Rome, 1742) - Eumene (Bologna, 1742) – libretto by Apostolo Zeno - Semiramide (Venice, 1742) – libretto by Francesco Silvani - Tito Manlio (Turin, 1743) – libretto by Gaetano Roccaforte - Demofoonte (Padua, 1743) – libretto by Metastasio - Alessandro nell'Indie (Ferrara, 1744) – libretto by Metastasio - Ciro riconosciuto (Bologna, 1744) – libretto by Metastasio - Sofonisba (Venice, 1746) – libretto by Antonio Zanetti e Girolamo Zanetti - Cajo Mario (Rome, 1746) – libretto by Gaetano Roccaforte - Antigono (Lucca, 1746) – libretto by Metastasio - Tito Manlio (Venice, 1746) – libretto by Jacopo Antonio Sanvitale - Didone abbandonata (Rome, 1747) – libretto by Metastasio - L'amore in maschera (Naples, 1748) – libretto by Antonio Palomba - Achille in Sciro (Vienna, 1749) – libretto by Metastasio - Artaserse (Rome, 1749) – libretto by Metastasio - Ciro riconosciuto (Venice, 1749) – libretto by Metastasio - Demetrio (Parma, 1749) – libretto by Metastasio - La cantata e disfida di Don Trastullo (Rome, 1749) - Cesare in Egitto (Rome, 1751) – libretto by Giacomo Francesco Bussani - Ifigenia in Aulide (Rome, 1751) – libretto by Mattia Verazi - La villana nobile (Palermo, 1751) – libretto by Antonio Palomba - L'uccellatrice (Venice, 1751) – libretto by Carlo Goldoni - Ipermestra (Spoleto, 1751) – libretto by Metastasio - Talestri (Rome, 1751) – libretto by Gaetano Roccaforte - I rivali delusi (Rome, 1752) - Attilio Regolo (Rome, 1753) - Bajazette (Turin, 1753) – libretto by Agostino Piovene - Fetonte (Stuttgart, 1753) – libretto by Leopoldo de Villati - La clemenza di Tito (Stuttgart, 1753) – libretto by Metastasio - Il paratajo (Paris, 1753) – revision of L'uccellatrice - Don Falcone (Bologna, 1754) - Catone in Utica (Stuttgart, 1754) – libretto by Metastasio - Lucio Vero (Milan, 1754) - Il giardino incantato (Stuttgart, 1755) | - Enea nel Lazio (Stuttgart, 1755) – libretto by Mattia Verazi - Penelope (Stuttgart, 1755) – libretto by Mattia Verazi - Il Creso (Rome, 1757) – libretto by Giovacchino Pizzi - Temistocle (Naples, 1757) – libretto by Metastasio - Tito Manlio (Stuttgart, 1758) - Ezio (Stuttgart, 1758) - L'asilo d'amore (Stuttgart, 1758) - Endimione (Stuttgart, 1759) - Nitteti (Stuttgart, 1759) – libretto by Metastasio - Alessandro nell'Indie (Stuttgart, 1760) - Cajo Fabrizio (Mannheim, 1760) – libretto by Mattia Verazi - L'Olimpiade (Stuttgart, 1761) – libretto by Metastasio - L'isola disabitata (Ludwigsburg, 1761) – libretto by Metastasio - Semiramide riconosciuta (Stuttgart, 1762) - Didone abbandonata (Stuttgart, 1763) - Il trionfo d'amore (Ludwigsburg, 1763) – libretto by Giampiero Tagliazucchi - Demofoonte (Stuttgart, 1764) - Il re pastore (Ludwigsburg, 1764) – libretto by Giampiero Tagliazucchi - La pastorella illustre (Stuttgart, 1764) – libretto by Giampiero Tagliazucchi - Temistocle (Ludwigsburg, 1765) - Imeneo in Atene (Ludwigsburg, 1765) - Il matrimonio per concorso (Ludwigsburg, 1766) – libretto by Gaetano Martinelli - La critica (Ludwigsburg, 1766) - Vologeso (Ludwigsburg, 1766) – libretto by Mattia Verazi - Il matrimonio per concorso (Ludwigsburg, 1766) - Il cacciatore deluso (Tübingen, 1767) – libretto by Gaetano Martinelli - Fetonte (Ludwigsburg, 1768) - L'unione coronata (Solitude, 1768) - La schiava liberata (Ludwigsburg, 1768) – libretto by Gaetano Martinelli - Armida abbandonata (Naples, 1770) – libretto by Francesco Saverio de' Rogati - Demofoonte (Naples, 1770) - Ifigenia in Tauride (Naples, 1771) – libretto by Mattia Verazi - L'amante cacciatore (Rome, 1771) - Achille in Sciro (Rome, 1771) - Le avventure di Cleomede (1771) – libretto by Gaetano Martinelli - Cerere placata (Naples, 1772) - Il trionfo di Clelia (Naples, 1774) – libretto by Metastasio - Arcadia conservata - La Griselda - La pellegrina |